# 미국 육군 예비군사령부
미국 육군 예비군사령부(United States Army Reserve Command (USARC))는 미국 육군 전력사령부 산하 미국 육군 예비군의 사령부이다. 1908년 4월 23일에 설립된 육군에비총감 직위에 임명된 중장 계급의 육군 장군이 미국 육군 예비군사령관을 겸임한다.

## 역사
1990년 10월 1일에 영구명령 제183-13호에 따라 임시부대로 설립되었다. 그 해 11월에 1991 회계연도를 위한 국방권한 법안을 가결 및 통과하므로서 사령부는 공식적인 부대가 되었다.

## 조직

### 지도부
- 육군예비역총감(영어판) - 버지니아주 포트 벨보어
- 미국 육군 예비군사령부 - 노스캐롤라이나주 포트 리버티
- 전략구상단

### 지리적 사령부
- 제1임무지원사령부 - 푸에르토리코 포트 부차난
- 제7임무지원사령부 - 독일
- 제9임무지원사령부 - 하와이주 포트 샤프터
- 제63대응사단 - 캘리포니아주 마운틴뷰
- 제81대응사단 - 사우스캐롤라이나주 포트 잭슨
- 제88대응사단 - 위스콘신주 포트 맥코이
- 제99대응사단 - 뉴저지주 맥과이어-딕스-레이크허스트 합동기지

### 기능사령부
- 제3의무사령부 (배치 지원) - 조지아주 포레스트파크
- 제75혁신사령부 - 텍사스주 포트 휴스턴
- 제76작전대응사령부 - 유타주 솔트레이크시티
- 제79전구지원사령부 - 캘리포니아주 로스엘라미토스
- 제80훈련사령부 (TASS) - 버지니아주 리치먼드
- 제84훈련사령부 - 켄터키주 포트 녹스
- 제8지원사령부 - 일리노이주 알링턴 헤이츠
- 제108훈련사령부 (초기 진입 훈련) - 노스캐롤라이나주 샬럿
- 제200군사경찰사령부 - 메릴랜드주 포트 조지 G. 미드
- 제311통신사령부 (전구) - 하와이주 호놀룰루 포트 샤프터
- 제335통신사령부 (전구) - 조지아주 이스트포스트
- 제377전구지원사령부 - 루이지애나주 벨 샤세
- 제412전구공병사령부 - 미시시피주 비커스버그
- 제416전구공병사령부 - 일리노이주 대리엔
- 제807의무사령부 (배치 지원) - 유타주 포트 더글라스
- 제1군 미국 육군 예비역 지원사령부 - 일리노이주 록아일랜드 조병창
- 육군예비군항공사령부 - 켄터키주 포트 녹스
- 육군 예비역 직업단 - 켄터키주 포트 녹스
- 미국 육군 예비군 의무사령부 - 플로리다주 파인넬라스파크
- 미국 육군 예비군 법률사령부 - 메릴랜드주 게이터스버그
- 군사정보대응사령부 - 버지니아주 포트 벨보어
- 미국 육군 민사심리작전사령부 (공수) - 노스캐롤라이나주 포트 리버티